# South Park: The Stick of Truth
A South Park: The Stick of Truth a South Park univerzumában játszódó szerepjáték, melyet az Obsidian Entertainment és a South Park Digital Studios fejlesztett és a Ubisoft jelentetett meg. A játék 2014-ben jelent meg Microsoft Windows, PlayStation 3 és Xbox 360, illetve 2018-ban Nintendo Switch, PlayStation 4 és Xbox One platformokra.

## Történet
Előzmények: A konzolháborúnak vége. Bill Gates legyőzte a Sony vezetőjét, így Xboxot vettek, viszont Cartman rájött, hogy egy egyszerű bottal is lehet játszani (South Park, 17. évad 9. rész, Cicik és sárkányok)
A játék három napból áll, mind a három nap akcióban dús, és minden benne van, amit a South Parktól várni lehet.
A következő szócikk csak a főtörténetről fog szólni, a mellékküldetésekről nem

### Első nap
Az általad személyre szabható karakter megérkezik South Parkba. A szüleid megemlítik neked, hogy egy bizonyos okból költöztek ide, de mivel karaktered nem emlékszik, ezért csak megkérik tőled, hogy szerezz barátokat. (Minél több Facebookos barátod lesz, annál több "Perk" nyílik ki, amik képességeket adnak neked) A karaktered (később lesz neve is) elindul, először felfedezi a házát (mindennel interakcióba léphet, használhatja a WC-t is), majd elindul barátokat szerezni. Találkozik Buttersszel, és segít neki legyőzni egy elfet (az ellenségeid), ezért Butters elvezet téged Cartmanhez, aki bemutatja neki Kupa Keepet és Zaron harcosait, (Clyde-ot, a fegyvertárost; Scott Malkinsont, és Kenny Hercegnőt) majd megkéri, hogy mondja el a nevét (akármit írsz be a neve "Douchebag" - magyarul Pöcsfej - lesz) és osztályát (Harcos, Mágus, Tolvaj és Zsidó). Ezután fegyvert kell vásárolnia (pénzből, amit szintúgy találhatsz a házakban), majd össze kell toborozni Cartman seregét ( Tweek-et, Craig-et, és Tokent). Craig büntetésben van az iskolában, az első napunk úgy ér véget, hogy kiszabadítjuk őt. Ha mindenki együtt van, fel kell keresnünk a Bárdot, egy tízes szintű sötét elfet, akinél most a bot van, és vissza kell tőle szereznünk. Amikor végeztünk, hazamehetünk pihenni. Azonban éjszaka sem lesz nyugodalmunk, mert elrabolnak az űrlények.

### Második nap
Ha kiszabadultunk az űrlények karmaiból, a hajójuk rázuhan South Park Mall-ra. Az űrhajóból fura zöld folyadék ömlik ki, amivel ha érintkeznek, náci zombivá válnak az emberek és állatok egyaránt. Mikor reggel felébredünk, már Cartman vár bennünket az ajtóban egy levéllel, hogy toborozzuk be a darkosokat (gruftikat) a seregébe. Az gruftiknak egy sor kérésük lesz hozzánk. Először is: öltözzünk úgy, mint ők, majd vegyünk nekik kávét és cigit. Közben az elf király parancsára az alattvalói a színe elé kísérnek minket, ahol döntés elé állít bennünket: Cartmanhez vagy hozzá toborozzuk be a gruftikat. Mikor a gruftik minden kérését teljesítettük és eldöntöttük, kihez is leszünk hűségesek, megtámadjuk az iskolát, ugyanis az ellenséges csapat vezetője a padjában tartja a botot. Miután győztünk a suliban, kiderül, hogy Clyde lopta el a botot visszavágásként, mert Cartman száműzte térből és időből. Meglátogatjuk Clyde-ot, és egy kisebb szócsata után beköszönt az este, így haza kell mennünk. Lefekvés után viszont érdekes kalandba keveredünk az alsógatya trolloknak köszönhetően.

### Harmadik nap
A harmadik nap elején Kyle sürgősen összehívja az elfeket és az embereket, itt arra a következtetésre jutnak, hogy be kell toborozni a lányokat is. A lányoknak egy rakat kérésük lesz hozzánk. Először Bebe távoli pasiját kell eljátszanunk, majd be kell lógjunk az abortuszklinikára, ahol náci zombi abortált csecsemőkkel kell harcolnunk, majd át kell mennünk Kanadába, ahol Kanada Hercege is megdolgoztat bennünket. Mikor végeztünk, és a lányok is beállnak a csapatba, megtámadjuk Clyde-ot. Azzal szembesülünk, hogy Craig is átállt az oldalára. Ahogy haladunk egyre beljebb Clyde főhadiszállásán, különböző náci zombikkal és állatokkal kell megküzdeni, ezután le kell győznünk Craig-et. Mielőtt utolérnénk Clyde-ot, egy röpke kitérőt kell tennünk Mr. Furkó végbeleibe. Ha ezzel megvagyunk, a feltámasztott náci zombi séfen kell átverekednünk magunkat. Ezután megérkeznek a kormányszervek, elveszik a botot, majd egyezséget ajánlanak, amit Kenny fogad el. Miután legyőzzük Kennyt, iszik a zöld folyadékból, amitől mindenki zombivá válik, így kapjuk meg a legerősebb ellenségünket, a náci-zombi Kenny hercegnőt. Csak úgy tudjuk legyőzni, hogy rászellentünk a golyóira. Ha ez megtörtént, helyre áll a város rendje. Cartman, Stan és Kyle a mi társaságunkban az iskola közelében található tóba dobja a botot.

## A karaktered
- A játék elején személyre szabhatod.
- 5 féle származás: kaukázusi (fehér), afrikai (fekete), mexikói, ázsiai és New Jersey-i.
- Többféle haj és ruha, valamint bőrhibák (pl. sebek, bárányhimlő) elérhetőek.
- Nem személyre szabható a neme, tehát csakis fiú.
- A neve minden esetben "Douchebag", a magyar fordításban "Pöcsfej".
- A 3. nap végén beszél csak.
- Ő a sárkányszülött, és különleges képessége, hogy képes rengeteg barátot szerezni.
- Az igazi neve Dovahkiin, amit "nagy, csúnya kormányos fickó" közöl a gyerekekkel (a Dovah-Kiin skyrimi nyelven sárkányszülöttet jelent).

## Osztály

### Fighter (Harcos)
Általában a legkedveltebb osztály, egy elengedhetetlen darabja a szerepjátékoknak. A fegyverneme a kard. A képességei sok életpontot vesznek le.
Cartman beszólásai:
- Egy harcos, bátor, becsületes és bárki seggét képes szétrúgni.
- Fehér harcos? Már rég láttam jót közülük. (ha kaukázusi bőrszínt választasz)
- Fekete harcos, mi? Elég ijesztő. (ha afrikai bőrszínt választasz)

### Mage (Mágus)
A szerepjátékokban mágikus képességekkel rendelkező személy. A képességei alapján képes tűz, villám, fagy, szent, illetve az undor sebzésre. Fegyverneme a varázspálca.
Cartman beszólásai:
- A mágus olyan, mint a varázsló, csak nem olyan menő.

### Thief (Tolvaj)
Cartman beszólásai:
- Túl sunyin nézel ki ahhoz, hogy tolvaj legyél.
- Fehér tolvaj? Nem hallottam még róluk, érdekes.

### Jew (Zsidó)
A szerepjátékokbeli szerzetes paródiája. Több élete van mint a másik három osztálynak, és több pénzt is kap érte. Ha vesztésre áll, megerősödik. Támadásainak többsége szent sebzéssel bír.
Cartman beszólásai:
- Zsidó, mi? De akkor nem leszünk igazi barátok.
- Egy zsidó New Jersey-ből? Akkor te lényegében Kyle anyja vagy. Király. (ha New Jersey-i származást választasz)

Érdekességek:
- Ha zsidóként játszol, és megtalálod Jézust a templomban, megkapod az "Are We Cool" achievmentet.
- Amikor eléred a király rangot zsidóként, a kinézeted hasonlítani fog Jézus Krisztuséra.

## Szereplők
| Név                                                    | Osztály                                        | Eredeti hang                          | Oldal                                                              | Viszony veled (1. nap) | Viszony veled (2. nap)                         | Viszony veled (3. nap)          | Első szereplés                     |
| ------------------------------------------------------ | ---------------------------------------------- | ------------------------------------- | ------------------------------------------------------------------ | ---------------------- | ---------------------------------------------- | ------------------------------- | ---------------------------------- |
| Eric Cartman                                           | Nagy Máguskirály                               | Trey Parker                           | Emberek                                                            | Főnök                  | Főnök (Emberek), Ellenség (Elfek)              | Pajtás                          | 1. nap                             |
| Dovahkiin "Douchebag" (Sárkányszülött)                 | Harcos, Mágus, Tolvaj vagy Zsidó (választható) | Trey Parker (csak a végén szólal meg) | Emberek vagy Elfek (választható)                                   |                        |                                                |                                 | 1. nap                             |
| Butters Stotch                                         | Paladin                                        | Matt Stone                            | Emberek                                                            | Pajtás                 | Pajtás (Emberek), Ellenség (Elfek)             | Pajtás                          | 1. nap                             |
| Scott Malkinson                                        | Kósza                                          | Matt Stone                            | Emberek                                                            | Társ                   | Társ (Emberek), Ellenség (Elfek)               | Társ                            | 1. nap                             |
| Clyde Donovan                                          | Harcos                                         | Trey Parker                           | Emberek (1. nap eleje), A sötétség hadserege (2. nap vége-3. nap)  | Társ (eleje)           | Ellenség (vége)                                | Ellenség                        | 1. nap                             |
| Kenny McCormick                                        | Hercegnő                                       | Matt Stone                            | Emberek (1-3. nap vége), Náci zombi (3. nap vége)                  | Pajtás                 | Pajtás (Emberek), Ellenség (Elfek)             | Pajtás (eleje), Ellenség (vége) | 1. nap                             |
| Mr. Tweek                                              |                                                | Trey Parker                           |                                                                    |                        |                                                |                                 | 1. nap                             |
| Mrs. Tweek                                             |                                                | April Stewart                         |                                                                    |                        |                                                |                                 | 1. nap                             |
| Mr. Dovahkiin                                          |                                                | Stanley G. Sawicki                    |                                                                    | Apja                   | Apja                                           | Apja                            | 1. nap                             |
| Mrs. Dovahkiin                                         |                                                | Coleen O'Shaughnessey                 |                                                                    | Anyja                  | Anyja                                          | Anyja                           | 1. nap                             |
| Tweek Tweak                                            | Barbár                                         | Matt Stone                            | Emberek                                                            | Társ                   | Társ (Emberek), Ellenség (Elfek)               | Társ                            | 1. nap                             |
| Carol McCormick                                        |                                                | April Stewart                         |                                                                    |                        |                                                |                                 | 1. nap                             |
| Token Black                                            | Pap                                            | Adrien Beard                          | Emberek                                                            | Társ                   | Társ (Emberek), Ellenség (Elfek)               | Társ                            | 1. nap                             |
| Craig Tucker                                           | Tolvaj                                         | Trey Parker                           | Emberek (1-2. nap vége), A sötétség hadserege (2. nap vége-3. nap) | Társ                   | Társ (Emberek), Ellenség (Elfek, Végén)        | Ellenség                        | 1. nap                             |
| Mr. Mackey                                             |                                                | Trey Parker                           |                                                                    |                        |                                                |                                 | 1. nap                             |
| Jimmy Valmer                                           | Bárd                                           | Trey Parker                           | Elfek                                                              | Ellenség               | Ellenség (Emberek), Pajtás (Elfek)             | Pajtás                          | 1. nap                             |
| Liane Cartman                                          |                                                | April Stewart                         |                                                                    |                        |                                                |                                 | 1. nap                             |
| Randy Marsh                                            | Vezető                                         | Trey Parker                           | "Közös csapat" (3. nap vége)                                       | Barát (vége)           | Barát                                          | Társ                            | 1. nap                             |
| Pete                                                   | ismeretlen                                     | Trey Parker                           | Emberek vagy Elfek (ahova beszervezed)                             |                        | Szövetséges                                    | Szövetséges                     | 2. nap                             |
| Henrietta Biggle                                       | ismeretlen                                     | Mona Marshall                         | Emberek vagy Elfek (ahova beszervezed)                             |                        | Szövetséges                                    | Szövetséges                     | 2. nap                             |
| Michael                                                | ismeretlen                                     | Matt Stone                            | Emberek vagy Elfek (ahova beszervezed)                             |                        | Szövetséges                                    | Szövetséges                     | 2. nap                             |
| Firkle                                                 | ismeretlen                                     | True List                             | Emberek vagy Elfek (ahova beszervezed)                             |                        | Szövetséges                                    | Szövetséges                     | 2. nap                             |
| Kyle Broflovski                                        | Nagy Zsidó Elf                                 | Matt Stone                            | Elfek                                                              |                        | Ellenség (Emberek), Főnök (Elfek)              | Pajtás                          | 2. nap                             |
| Stanley "Stan" Marsh                                   | Kósza                                          | Trey Parker                           | Elfek                                                              |                        | Ellenség (Emberek), Pajtás (Elfek)             | Pajtás                          | 2. nap                             |
| Gerald Broflovski                                      |                                                | Matt Stone                            |                                                                    |                        |                                                |                                 | 1. nap (csak áll), 2. nap (beszél) |
| Victoria igazgatónő                                    |                                                | April Steward                         |                                                                    |                        |                                                |                                 | 2. nap                             |
| Stephen Stoch                                          |                                                | Trey Parker                           |                                                                    |                        |                                                |                                 | 2. nap                             |
| Sheila Broflovski                                      |                                                | Mona Marshall                         |                                                                    |                        |                                                |                                 | 2. nap                             |
| Alsónadrág-gnómok                                      |                                                | Trey Parker                           |                                                                    |                        | Ellenség                                       |                                 | 2. nap                             |
| Annie Knitts                                           | ismeretlen                                     | April Stewart                         | Lányok                                                             |                        |                                                | Szövetséges                     | 1/2/3. nap                         |
| Wendy Testaburger                                      | ismeretlen                                     | April Stewart                         | Lányok                                                             |                        |                                                | Szövetséges                     | 3. nap                             |
| Jézus                                                  |                                                | Matt Stone                            |                                                                    |                        | Szövetséges (egy nap egyszer)                  | Szövetséges (egy nap egyszer)   | 2./3. nap                          |
| Ike Broflovski                                         | Kalózkirály                                    | True List                             | Óvodások                                                           |                        | Ellenség (Emberek), Pajtás-szövetséges (Elfek) | Pajtás-szövetséges              | 2./3. nap                          |
| Kula bá (Mr. Hankey)                                   |                                                | Trey Parker                           |                                                                    |                        | Szövetséges (egy nap egyszer)                  | Szövetséges (egy nap egyszer)   | 2./3. nap                          |
| Herbert Garrison                                       |                                                | Trey Parker                           |                                                                    |                        |                                                |                                 | 2. nap                             |
| Barbara "Bebe" Stevens                                 | ismeretlen                                     | Jennifer Howell                       | Lányok                                                             |                        |                                                | Ál-barátnő, Szövetséges         | 3. nap                             |
| Phillip Niles Argyle                                   | Szerzetes                                      | Trey Parker                           | Kanadaiak                                                          |                        |                                                | Fing-tanítómester               | 3. nap                             |
| Terrance Henry Stoot                                   | Szerzetes                                      | Matt Stone                            | Kanadaiak                                                          |                        |                                                | Fing-tanítómester               | 3. nap                             |
| Mr. Furkó (Mr. Slave)                                  |                                                | John Hansen                           |                                                                    |                        | Szövetséges (egy nap egyszer)                  | Szövetséges (egy nap egyszer)   | 2./3. nap                          |
| Béka király (Frog King)                                | Király                                         | Trey Parker                           |                                                                    |                        |                                                | Segítő                          | 3. nap                             |
| Verébherceg (Sparrow Prince)                           | Herceg                                         | Trey Parker                           |                                                                    |                        |                                                | Segítő/Ellenség                 | 3. nap                             |
| Harcsa Csa/Bölcs Harcsa (Catatafish)                   | Varázsló                                       | Trey Parker                           |                                                                    |                        |                                                | Segítő                          | 3. nap                             |
| Jerome "Séf" McElroy (Náci Zombi)                      | Feltámadt                                      | Isaac Hayes (meghalt, 2008.)          | A sötétség hadserege                                               |                        |                                                | Ellenség                        | 3. nap                             |
| Mr. Donovan                                            |                                                | Trey Parker                           |                                                                    |                        |                                                |                                 | 2. nap                             |
| Shelly Marsh                                           | Lány-Ogre                                      | April Stewart                         | Ogrék                                                              |                        |                                                | Ellenség                        | 2./3. nap                          |
| Barbrady felügyelő                                     |                                                | Trey Parker                           |                                                                    |                        |                                                |                                 | 2. nap                             |
| Al Gore                                                |                                                | Trey Parker                           |                                                                    |                        |                                                |                                 | 2./3. nap                          |
| Ned Gerblansky                                         |                                                | Trey Parker                           |                                                                    |                        |                                                |                                 | 1. nap                             |
| Harrison Yates                                         |                                                | Trey Parker                           |                                                                    |                        |                                                |                                 | 2. nap                             |
| Télapó (Santa Claus)                                   |                                                | Trey Parker                           |                                                                    |                        |                                                |                                 | 2. nap                             |
| Tuong Lu Kim                                           |                                                | Trey Parker                           |                                                                    |                        | Szövetséges (egy nap egyszer)                  | Szövetséges (egy nap egyszer)   | 2. nap                             |
| Jimbo Kern                                             |                                                | Trey Parker                           |                                                                    |                        |                                                |                                 | 1. nap                             |
| Sharon Marsh                                           |                                                | April Stewart                         |                                                                    |                        |                                                |                                 | 2. nap                             |
| McDaniels polgármesterasszony                          |                                                | April Stewart                         |                                                                    |                        |                                                |                                 | 2. nap                             |
| Heidi Turner                                           |                                                | Jessica Makinson                      | Lányok                                                             |                        |                                                | Szövetséges                     | 3. nap                             |
| Karen McCormick                                        |                                                | Coleen O'Shaughnessey                 |                                                                    |                        |                                                |                                 |                                    |
| Linda Stoch                                            |                                                | Mona Marshall                         |                                                                    |                        |                                                |                                 | 2. nap                             |
| Nagy, csúnya, kormányos fickó (Big Bad Covernment Guy) |                                                | Trey Parker                           |                                                                    |                        |                                                | Ellenség                        | 3. nap                             |
| Morgan Freeman                                         |                                                | Trey Parker                           |                                                                    |                        |                                                |                                 | 3. nap                             |